# 遙遠的她AMOUR
《遙遠的她AMOUR》是香港歌手張學友的第二張粵語專輯，唱片製作人歐丁玉，寶麗金唱片公司製作並於1986年1月5日發行。

## 唱片反應
由於第一張專輯《Smile》在香港大熱，讓寶麗金唱片公司有意對張學友進行栽培，並將其定位於公司內的主力主打新人，無論在其宣傳力度還是其歌曲質量方面都被公司給予重視，令唱片的錄製過程一帆風順，加上張學友自身優質的演唱功底，在唱片推出後，立即成為熱門，樂迷反映強烈。唱片的銷量亦可以媲美他的第一張專輯《Smile》，本張專輯的全年銷量達25萬張(5白金)。
專輯中不乏許多當時大熱，後來成為經典粵語流行音樂。其中有《月半彎》、《遙遠的她》、《Amour》等。

## 曲目
| 曲序 | 曲目                       |        | 作曲                         | 编曲   | 备注 |
| ---- | -------------------------- | ------ | ---------------------------- | ------ | --- |
| 1.   | Amour                      | 黃靄君 | 卡米洛·塞斯托                | 盧東尼 | 改編自西班牙歌手卡米洛·塞斯托的《Amor no me Ignores》 電影《痴心的我》主題曲 國語版為《愛慕》                   |
| 2.   | 月半彎                     | 卡龍   | 玉置浩二                     | 杜自持 | 改編自日本組合安全地帶的《夢のつづき》 電影《痴心的我》插曲 國語版為《月半彎》 同曲國語曲目：趙詠華《夢的延續》 |
| 3.   | 偷心者                     | 林振強 | 徐日勤                       | 徐日勤 | |
| 4.   | 愛戀的星火                 | 文井一 | 林敏怡                       | 林敏怡 | |
| 5.   | 苗（小童群益會合唱團合唱） | 林振強 | 林敏怡                       | 林敏怡 | 小童群益會金禧紀念主題曲                                                                                        |
| 6.   | 恕難從命                   | 盧國沾 | 蔡國權                       | 盧東尼 | 電影《霹靂大喇叭》主題曲 國語版為《自己的路》 唱作人蔡國權其後再度收錄於《夢的預言》大碟內                      |
| 7.   | 遙遠的她                   | 潘源良 | 谷村新司                     | 盧東尼 | 改編自日本歌手谷村新司的《浪漫鉄道－蹉跌篇》 國語版為《遙遠的她》                                               |
| 8.   | 單車少女                   | 潘源良 | Elmar Kast H.-J.Horn-Bernges | 杜自持 | 改編自德國歌手Nino de Angelo的《Gar Nicht Mehr》 國語版為《妳來我往》                                           |
| 9.   | 真面目·假面具              | 潘源良 | 盧東尼                       | 盧東尼 | 國語版為《夢裡面妳是誰》                                                                                        |
| 10.  | 征途                       | 林敏驄 | 盧東尼                       | 盧東尼 | 國語版為《征途》                                                                                                |
| 11.  | 霸王別姬（夏妙然合唱）     | 鄧偉雄 | 顧嘉煇                       | 顧嘉煇 | 無綫電視劇《楚河漢界》插曲                                                                                      |
| 12.  | 楚歌                       | 鄧偉雄 | 顧嘉煇                       | 顧嘉煇 | 無綫電視劇《楚河漢界》插曲                                                                                      |

## 音樂錄像

### 非原人演出
- Amour（1990年攝製）（無線劇集《回到未嫁時》片尾曲，關淑怡《劃破我思念》亦使用相同的素材）（寶麗金金曲卡拉OK POL33008）（寶麗金卡拉OK碟聖4巨星原裝金曲（1991年，原聲））
- Amour（1992年攝製）（寶麗金卡拉OK碟聖張學友原裝金曲精選（1992年，原聲））
- 月半彎（1990年攝製）（寶麗金金曲卡拉OK POL33004（1990年，原聲）、寶麗金卡拉OK碟聖4巨星原裝金曲（1991年，原聲））
- 月半彎（1992年攝製）（寶麗金卡拉OK碟聖張學友原裝金曲精選（1992年，原聲））
- 偷心者（1990年攝製）（寶麗金金曲卡拉OK POL33004（1990年，原聲）、寶麗金卡拉OK碟聖3巨星原裝金曲（1991年，原聲））
- 偷心者（1992年攝製）（寶麗金卡拉OK碟聖張學友原裝金曲精選（1992年，原聲））
- 遙遠的她（1989年攝製）（寶麗金金曲卡拉OK POL33003（1989年，原聲））
- 遙遠的她（1992年攝製）（寶麗金卡拉OK碟聖張學友原裝金曲精選（1992年，原聲））

## 獎項
- 1986年度十大勁歌金曲頒獎典禮

- 「十大勁歌金曲」：《遙遠的她》

- 1986年度十大中文金曲頒獎典禮

- 「十大中文金曲」：《月半彎》

- 1988年度香港金唱片頒獎典禮

- 「白金唱片」：《遙遠的她AMOUR》